# Flemming Jensen (løber)
 Der er flere personer med dette navn, se Flemming Jensen (flertydig).
Flemming Jensen (født 1958) er en tidligere dansk langdistanceløber og forhindringsløber, som stillede op for Københavnerklubberne Herlev Atletik, Frederiksberg IF og Sparta Atletik.

## Karriere

### Løbekarriere
Flemming Jensen var i sin tidlige ungdom langrendsløber, men som som 14-årig begyndte han i den lokale atletikklub Herlev Idrætsforening, ikke langt fra hjemmet.
Gennembruddet kom, da han som 19-årig begyndte at træne sammen med en af klubbens lidt ældre løbere, Hans-Henrik Christensen. Christensen, der senere blev træner, så Jensens talent i forhindringsløb. Efter et par års sporadisk orienteringsløb i Ballerup Orienteringsklub fik han i 1980 efter et halvt års hård, systematisk træning stor fremgang og blev en del af Herlevs meget talentfulde kuld af langdistanceløbere med Henrik Jørgensen i spidsen og som blev trænet af Henrik Jørgensens far, Knud Erik.
Flemming Jensen skiftede træner i 1983 til Henrik Larsen, som er mest kendt fysiologisk forskning og træningsprincipper, som tog udgangspunkt i videnskaben. Jensen løb året efter 8,31 på forhindringen, en 25 sekunders forbedring og et resultat, som gav genlyd i dansk atletik, og Larsen fik over de næste år yderligere en række topløbere under sig. Senere blev Henrik Larsen cheftræner i Dansk Atletik Forbund.
Jensen flyttede klub fra Herlev IF til Frederiksberg IF og toppede i Hengelo i Holland 1987 med en tid på 8:23,56 minutter på 3000 meter forhindring. Denne tid er stadig dansk rekord.
Internationalt set var det en kapabel tid, men ved VM i 1987 i Rom styrtede Flemming Jensen i indledende heat. Han blev skadet og blev opereret i akillessenerne. Det var, som om han aldrig helt kom sig over det og løb ikke flere baneløb.
Efter et par års skader kom han imidlertid tilbage og blev i årene 1990-92 en af de dominerende danske løber på landevejen og vandt flere store gadeløb og mesterskaber på 15 km landevej og i cross.
Hans løbekarriere afsluttede han med et par maratonløb efter debuten i 1991 i Wien på tiden 2.14.48, kun 6 dage før vandt han det danske mesterskab i 15 km landevej i tiden 44:24. I 1992 vandt han motionsløbet Eremitageløbet. Han stoppede med konkurrenceløb i 1993 uden at have forsøgt at forbedre sin maraton tid.
Ved siden af egen karriere gjorde Flemming sig også gældende som træner og præsterede at føre løbere som Gitte Karlshøj (OL deltager) og Tove Schulz Lorentzen til tops, men også en række andre løbere, som var med til at dominere den kvindelige mellem/langdistance elite i Danmark fra midt 80'erne til midt 90'erne (Nina Christiansen, Berit Worm, Bettina Romer, Anitta Palshøj m.fl.).

### Erhvervskarriere
Erhvervsmæssigt startede Jensen i Irma som butikschef, og efter løbekarrieren fortsatte han en lang periode med ledende stillinger i Nike Danmark og det Europæiske Hovedkvarter i Holland. Derefter besad han en topstilling for lingeri firmaet Triumph i Zürich, hvorefter han havde et kortere visit i som Global Salgschef det opkommende lifestyle brand Superdry (SuperGroup) i UK.

## Privatliv
Jensen bor i Schweiz med sin familie.[kilde mangler]

## Personlige rekorder
- 800 meter: 1.51,6
- 1500 meter: 3.46,7
- 3000 meter forhindringsløb: 8.23,56
- 5000 meter: 13.36,29
- 10000 meter: 28.58,87
- Maraton: 2.14,48
- 10 km landevej: 28.40
- 15 km landevej: 43.57
- 10 miles: 47.11

## Resultater
- Flemming Jensen blev i nr. 33 i 1983 til VM i 3000 meter forhindringsløb med tiden 8.56,5.
- Flemming Jensen blev nr. 6 i (1987) i Fanny Blankers-Koen memorial i dansk rekord 8.23,56.